# Ерзин, Салих Юсупович
Салих Юсупович Ерзин (тат. Салих Йосып улы Ерзин; 1833 — июль 1911) — известный татарский московский предприниматель и меценат. Основатель Московской соборной мечети.

## Биография
Родился в старинном татарском селе Азеево Тамбовской губернии, в крестьянской семье.
Начав работать мальчиком в лавке татарского купца в Москве, торговавшего пушниной, он становится приказчиком, а позднее — зятем этого купца. После смерти тестя Ерзин получает известность своей исключительной честностью и становится одним из богатейших людей Москвы. Купец с 1863 г., возведённый вместе с семьёй в 1887 году в почётное потомственное гражданство, в 1905 году Ерзин основывает фирму «Восточный торговый дом Салих Ерзин и сыновья», специализирующуюся на торговле хлопком, оптом привозимом из Бухары, а также торговле шёлком, кожей, мехами и другими товарами. В 1910 году ему присваивается звание купца 1-й гильдии. В эти годы в его собственности находятся крупные мерлушечные заведения, многочисленные магазины и торговые лавки, восемь домовладений в Замоскворечье в районе бывшей Татарской слободы, например, красивейший особняк — дом купца Губонина (Климентовский пер., д. 1/18), приобретённый у обанкротившегося купца, в котором впоследствии располагалась контора Ерзина.
Помимо успешной торговли был также широко известен своей благотворительностью. Семейные предания гласят, что, когда он раздавал милостыню, у дома выстраивалась огромная очередь, поскольку слава о щедрости Ерзина шла по всему городу, и не только у московских татар. В 80-е гг. XIX в. внёс значительные денежные суммы на перестройку Исторической мечети Москвы, выделил крупную сумму на строительство кирпичной ограды вокруг Даниловского мусульманского кладбища в Москве. Кроме того, Ерзин построил мечеть в родном селе Азеево, материально поддерживал азеевское медресе.

## Благотворительность и память
Наибольшую известность получил благодаря своему участию в финансировании строительства Московской соборной мечети (Выползов пер., д. 7). В 1903 г. полностью взял на себя оплату её строительства. В ноябре 1904 года была открыта новая мусульманская мечеть, построенная по проекту архитектора Н. Жукова и рассчитанная на 3 тыс. человек.
Умер в июле 1911 года; его могила расположена на Даниловском мусульманском кладбище Москвы. После смерти торговое дело продолжили его сыновья.
Через сыновей Ерзин состоял в родстве с известными татарскими купеческими семьями, в том числе Яушевыми и Кастровыми.
В июне 1999 года в память о благодеянии Ерзина на фасаде Московской соборной мечети в присутствии муфтия Равиля Гайнутдина и потомков мецената была открыта мемориальная доска.
В сентябре 2011 года в Доме Асадуллаева торжественно отмечалось 100-летие внучки Салиха Ерзина — мемуариста, знатока истории мусульманской общины Москвы Раузы Ахмедовны Кастровой (1911—2012).